# Cratere Omonga
Omonga  è un cratere sulla superficie di Cerere.